# Pseudopoda houaphan
Pseudopoda houaphan är en spindelart som beskrevs av Jäger 2007. Pseudopoda houaphan ingår i släktet Pseudopoda och familjen jättekrabbspindlar.
Artens utbredningsområde är Laos. Inga underarter finns listade i Catalogue of Life.